# Torben Lund
Torben Lund, né le 6 novembre 1950 à Vejle (Danemark), est un homme politique danois, membre des Sociaux-démocrates (SD) et ancien ministre de la Santé.

## Biographie
Palle Juul-Jensen, ancien dirigeant du Conseil national de la santé, a révélé l'homosexualité de Lund en 1996, à la suite des critiques de ce dernier et d'Yvonne Herløv Andersen qui lui a succédé au ministère de la Santé, à propos de sa gestion de l'épidémie de sida, ayant conduit à la démission forcée de Juul-Jensen en 1995. Dans ses mémoires, Juul-Jensen se demande ce qui aurait été différent « si les deux précédents ministres de la Santé, avaient, non seulement politiquement mais aussi personnellement, eu une autre relation avec l'Union nationale pour les gays et lesbiennes ». Herløv Anderson et Lund ont par la suite publiquement fait part de leur homosexualité, devenant les premiers députés ouvertement homosexuels du Danemark.